# Polifidelidade
A polifidelidade, também conhecida como poliexclusividade, uma forma de não monogamia, é uma estrutura poliafetiva de relacionamento íntimo onde todos os membros são considerados parceiros iguais e concordam em restringir a atividade sexual a apenas outros membros do grupo.
Pessoas em relações polifieis ou poliexclusivas podem chamar o relacionamento de plurisal, plursal, multisal ou polisal, invés de casal monofiel, abrangendo tipos de poliafetividades como trisal e quadrisal. Trisal é um termo popularizado no Brasil, sendo chamado de triad ou throuple em inglês, e quadrisal de quad.

## Origem
As práticas e crenças subjacentes à polifidelidade existem há muito tempo, mas de forma não codificada. A Comuna Oneida de meados do século 19 praticava o casamento complexo, encorajando os membros individuais na liberdade de ter múltiplos relacionamentos sexuais contínuos dentro da comunidade, como uma expressão de suas crenças e fé religiosa. Ocasionalmente, isso era referido como casamento em grupo, termo trazido de volta ao reconhecimento popular pela publicação de 1974 de Casamento em grupo: um estudo do casamento multilateral contemporâneo, de Larry Constantine e Joan Constantine.
O termo polifidelidade foi cunhado na "Nova Tribo" da Comuna Kerista. A princípio, a comunidade esperava que todos os seus membros, dentro dos limites de gênero e orientação sexual, fossem sexualmente ativos com todos os outros membros e que relacionamentos exclusivos não fossem formados dentro do grupo. Adicionar novos membros exigiria consenso em vez de violar o pacto fundamental.
O termo mais amplo poliamor foi cunhado posteriormente, no início dos anos 1990. 

## Função
Os relacionamentos polifídicos ou polifieis são, como os relacionamentos monogâmicos, fechados no sentido de que os parceiros concordam em não ter relações sexuais com alguém que não esteja no relacionamento. A diferença é que mais de duas pessoas fazem parte do grupo fechado, diferente da unifidelidade ou monofidelidade. Novos membros geralmente podem ser adicionados ao grupo apenas por acordo unânime dos membros existentes, ou o grupo pode não estar interessado em uma expansão futura.
Embora seja um subtipo do poliamor mais geral, a polifidelidade pode se assemelhar à monogamia em sua dinâmica de poder de relacionamento, atitudes em relação à autonomia e consentimento do grupo, já que na maioria das vezes a polifidelidade se desenvolve a partir de um casal monogâmico fechado estabelecido buscando adicionar um ou mais indivíduos ou outro casal. Nesse sentido, a polifidelidade se expande sobre as práticas e crenças padrão da monogamia, embora ainda seja categoricamente poliamor.

## Benefícios e desafios
Uma vantagem comumente citada da polifidelidade é a capacidade de "ligação fluida" entre mais de duas pessoas, enquanto mantém relativa segurança em relação às ISTs, desde que quaisquer novos membros sejam suficientemente testados antes de se unirem ao grupo e manterem seus compromissos. Isso teria vantagens para a saúde semelhantes à monogamia, embora os riscos aumentem um pouco com cada pessoa adicionada.
Alguns ganham uma sensação de segurança emocional com a natureza relativamente fechada do compromisso polifiel.
A polifidelidade inerentemente oferece menos flexibilidade do que outras formas de não monogamia. Por exemplo, relacionamentos abertos não restringem necessariamente os vínculos sexuais e emocionais a tal grau.
Como muitas pessoas polifídicas passaram diretamente da monogamia fechada, elas podem encontrar problemas em aprender a se comunicar intimamente com mais de um parceiro.
Pessoas que desejam criar ou expandir um casamento polifiel ou poliexclusivo em grupo mencionam dificuldade em encontrar parceiros em potencial com compatibilidade mútua suficiente para até mesmo considerar a tentativa de um relacionamento.

## Outro uso
No livro Lesbian Polyfidelity, a autora Celeste West usa o termo polifidelidade da mesma forma que outros usam poliamor. Isso pode representar a cunhagem independente do mesmo termo dentro de uma comunidade diferente, e esse uso não é comum entre os poliamoristas em geral. West usa o termo para enfatizar o conceito (comum no poliamor) de que se pode ser fiel aos próprios compromissos sem esses compromissos, incluindo exclusividade sexual.